# Soraya Kohlmann
Soraya Kohlmann (sinh ngày 8 tháng 7 năm 1998) là một người mẫu và hoa hậu người Đức đã đăng quang cuộc thi Hoa hậu Hoàn vũ Đức 2022. Cô đại diện cho Đức tại cuộc thi Hoa hậu Hoàn vũ 2022.
Cô từng đăng quang cuộc thi Hoa hậu Đức 2017.

## Tiểu sử
Kohlmann sinh ra và lớn lên ở Leipzig. Cô tốt nghiệp trung học tại Trường Max Klinger địa phương vào tháng 6 năm 2017. Trái ngược với ý định học quản trị kinh doanh, cô đã tự kinh doanh trong lĩnh vực mỹ phẩm vào năm 2019.

## Các cuộc thi sắc đẹp

### Hoa hậu Đức 2017
Kohlmann đủ tiêu chuẩn là Hoa hậu Leipzig cho cuộc bầu chọn Hoa hậu Sachsen, mà cô đã giành được vào tháng 11 năm 2016.
Vào ngày 18 tháng 2 năm 2017, Kohlmann tham gia cuộc thi Hoa hậu Đức 2017 được tổ chức tại Europa-Park ở Baden-Württemberg. Vào cuối sự kiện, Kohlmann đã giành chiến thắng trong cuộc thi và được trao vương miện bởi Lena Bröder.
Năm 2018, Kohlmann trao vương miện cho Anahita Rehbein trở thành người kế nhiệm của cô tại cuộc thi Hoa hậu Đức 2018 ở Baden-Württemberg.

### Hoa hậu Hoàn vũ Đức 2022
Vào ngày 2 tháng 7 năm 2022, Kohlmann thi đấu với 15 thí sinh khác trong vòng chung kết Hoa hậu Hoàn vũ Đức 2022 tại khách sạn Holiday Inn Hotel Düsseldorf-Neuss ở Neuss, nơi cô giành được danh hiệu và kế vị là Hannah Seifer.

### Hoa hậu Hoàn vũ 2022
Với tư cách là Hoa hậu Hoàn vũ Đức, Kohlmann đại diện cho Đức tại cuộc thi Hoa hậu Hoàn vũ 2022.